# Гарри Поттер и Тайная комната (саундтрек)
«Гарри Поттер и тайная комната (саундтрек)» (англ.  Harry Potter and the Chamber of Secrets (Original Motion Picture Soundtrack)) — музыкальный альбом, вышедший 12 ноября 2002 года и содержащий композиции, которые вошли в саундтрек второго фильма из серии о юном волшебнике Гарри Поттере — «Гарри Поттер и Тайная комната».
Из-за занятости в других проектах Джон Уильямс не смог полностью завершить работу над саундтреком фильма. Композитор-аранжировщик Уильям Росс был специально приглашён, чтобы адаптировать материал Джона Уильямса и закончить музыку к фильму. Впоследствии он также дирижировал Лондонским симфоническим оркестром во время её записи.

## Список композиций
| №                   | Название                                             | Длительность |
| ------------------- | ---------------------------------------------------- | ------------ |
| 1.                  | «Prologue: Book II and the Escape from the Dursleys» | 3:31         |
| 2.                  | «Fawkes the Phoenix»                                 | 3:45         |
| 3.                  | «The Chamber of Secrets»                             | 3:49         |
| 4.                  | «Gilderoy Lockhart»                                  | 2:05         |
| 5.                  | «The Flying Car»                                     | 4:08         |
| 6.                  | «Knockturn Alley»                                    | 1:47         |
| 7.                  | «Introducing Colin»                                  | 1:49         |
| 8.                  | «The Dueling Club»                                   | 4:08         |
| 9.                  | «Dobby the House Elf»                                | 3:27         |
| 10.                 | «The Spiders»                                        | 4:32         |
| 11.                 | «Moaning Myrtle»                                     | 2:05         |
| 12.                 | «Meeting Aragog»                                     | 3:18         |
| 13.                 | «Fawkes Is Reborn»                                   | 3:19         |
| 14.                 | «Meeting Tom Riddle»                                 | 3:38         |
| 15.                 | «Cornish Pixies»                                     | 2:13         |
| 16.                 | «Polyjuice Potion»                                   | 3:52         |
| 17.                 | «Cakes for Crabbe and Goyle»                         | 3:30         |
| 18.                 | «Dueling the Basilisk»                               | 5:02         |
| 19.                 | «Reunion of Friends»                                 | 5:08         |
| 20.                 | «Harry's Wondrous World»                             | 5:02         |
| Общая длительность: | Общая длительность:                                  | 70:08        |

## Успех саундтрека
| Оценки критиков | Оценки критиков |
| Источник        | Оценка          |
| --------------- | --------------- |
| Filmtracks.com  | [ 1 ]           |
| Movie Music UK  | [ 2 ]           |
| Movie Wave      | [ 3 ]           |

- Был номинирован на премию Грэмми за «лучший саундтрек для визуальных медиа».
- Занял 81-е место в чарте Billboard 200[4], продержавшись в чарте 6 недель[5].
- Попал в чарт «Лучшие саундтреки» на пятую строчку[6] и пробыл на ней 2 недели, в итоге саундтрек продержался в чарте 8 недель[7].
- Саундтрек вошёл в Топ-100 продаж альбомов, по версии Billboard, где занял 81-ю строчку[8] и продержался 6 недель.
- В Японии получил статус золотого за 100 000 продаж от RIAJ[9].